# Sistema de Entrada/Saída
O Sistema de Entrada/Saída (SES) (em inglês: Entry/Exit System, EES) é um sistema da União Europeia para a monitorização e registo eletrónico automático das passagens de fronteira por nacionais de países terceiros (cidadãos não pertencentes à UE/EEE/Suíça) em todas as passagens de fronteira do Espaço Schengen. Concebido para substituir os carimbos de passaporte, o sistema está instalado nos pontos de passagem autorizada das fronteiras do Espaço Schengen, por exemplo, aeroportos, portos marítimos, pontos terrestres de passagem da fronteira, e estações rodoviárias e ferroviárias com serviços internacionais. O sistema, a ser operado pela eu-LISA, será implementado ao longo de um período de 6 meses, com início em outubro de 2025 e término em março de 2026. Após a implementação total em março de 2026, os carimbos de passaporte deixarão de ser utilizados na entrada ou saída do Espaço Schengen. O sistema armazenará informações como o nome, data de nascimento, impressões digitais e biometria para o sistema de reconhecimento facial, bem como locais e horários das travessias de fronteira na base de dados do Sistema Europeu de Informação e Autorização de Viagem (ETIAS).

## Função
A tarefa do SES é recolher os dados sobre o atravessamento das fronteiras por nacionais dos países terceiros nas fronteiras externas de UE/EEE/Suíça e abolir os carimbos obrigatórios dos passaportes. Os dados recolhidos incluirão o nome e a data de nascimento, bem como a hora, data e local de entrada e de saída dos nacionais de países terceiros admitidos para estadas de curta duração no território Espaço Schengen, o tipo, número e código do país emissor do Visto Schengen de curta duração, o registo das recusas de entrada e o cálculo de duração da sua estada autorizada, para efeitos de verificação do cumprimento do limite global de Schengen de 90 dias em qualquer período de 180 dias e para efeitos de verificação do período de validade do Visto Schengen de curta duração. Ao lado desses pontos de dados alfanuméricos, está previsto o armazenamento dos dados biométricos como fotografias e impressões digitais.

### Uso dos dados
Os dados são usados para calcular automaticamente a duração da estada de um nacional de um país terceiro no Espaço Schengen. Se algum viajante ultrapassar o período de permanência permitido devido à expiração da validade do visto Schengen (90 dias em 180 dias) ou atravessar a fronteira externa do Espaço Schengen sem visto, as autoridades dos Estados-Membros do Espaço Schengen são informadas disso para efeitos da obrigatória emissão e processamento automático das ordens de saída do território do Espaço Schengen.

### Serviço em linha
Os viajantes podem usar um serviço da Internet para descobrir se têm permissão para permanecer no Espaço Schengen no momento da consulta. No caso positivo, o viajante recebe informação sobre o restante tempo permitido para a sua estada no Espaço Schengen. Os operadores de transporte também devem utilizar o serviço da Internet para verificar se um viajante com visto esgotou o seu número de entradas permitidas.

## Operação
O SES é operado pela agência de TI da UE eu-LISA. O sistema faz parte da agenda das Fronteiras Inteligentes da Comissão Europeia e pretende ser uma medida de acompanhamento da livre circulação de pessoas no espaço de liberdade, segurança e justiça. O lançamento do sistema foi originalmente programado para 2020. Em novembro de 2022, a data planeada para a entrada em operação do SES foi o final de maio de 2023, porém isto foi depois atrasado para o segundo semestre de 2024.

## Regulamentos da União Europeia
- Regulamento (UE) 2017/2226 do Parlamento Europeu e do Conselho, de 30 de novembro de 2017, que estabelece o Sistema de Entrada/Saída (SES) para registo dos dados das entradas e saídas e dos dados das recusas de entrada dos nacionais de países terceiros aquando da passagem das fronteiras externas dos Estados-Membros, que determina as condições de acesso ao SES para efeitos de aplicação da lei, e que altera a Convenção de Aplicação do Acordo de Schengen e os Regulamentos (CE) n.º 767/2008 e (UE) n.º 1077/2011[27]
- Regulamento (UE) 2017/2225 do Parlamento Europeu e do Conselho, de 30 de novembro de 2017, que altera o Regulamento (UE) 2016/399 no que respeita à utilização do Sistema de Entrada/Saída[28]

## Interoperabilidade dos sistemas
A interoperabilidade é estabelecida entre o SES e o VIS.

## Permissões de acesso
Em princípio, apenas os organismos públicos dos Estados-Membros do Espaço Schengen devem ter acesso ao sistema. Estes incluem as autoridades de proteção de fronteira, as autoridades de imigração e vistos, as Embaixadas, os Consulados e as autoridades de aplicação da lei e da segurança (para prevenir e processar os crimes graves) abrangendo a Europol e a Interpol.